# Disastro del Tupolev Tu-104 di Puškin
Il 7 febbraio 1981 un Tupolev Tu-104 passeggeri, si schiantò durante il decollo dall'aeroporto di Puškin vicino a Leningrado (l'odierna San Pietroburgo), in Russia, provocando la morte di tutte le 50 persone a bordo, tra cui 28 militari sovietici di alto rango. L'indagine ufficiale concluse che l'aereo era stato caricato in modo improprio.

## L'incidente
Alle 18:00 ora locale, il Tu-104 si è allineato sulla pista 21 e ha iniziato la sua corsa di decollo in condizioni meteorologiche nevose. Dopo il raggiungimento della rotazione, l'aereo salì oltre il normale assetto di decollo e otto secondi dopo, ad un'altitudine sopra il livello del suolo di 50 m (160 piedi), il Tupolev finì in stallo aerodinamico e si inclinò a destra. Il velivolo continuò a rollare a destra fino a quando non colpì il suolo a 20 m (66 piedi) dall'estremità di partenza della pista, schiantandosi quasi capovolto ed esplodendo in fiamme, uccidendo 49 delle 50 persone a bordo. Una persona in cabina di pilotaggio fu espulsa dal muso dell'aereo e venne trovata viva nella neve non lontana dal luogo dell'incidente, per poi morire durante il viaggio verso l'ospedale.

## L'aereo
Il Tupolev Tu-104A coinvolto aveva il numero di serie 76600402 ed era registrato come СССР-42332 presso la Marina Sovietica. La costruzione dell'aereo fu completata il 26 novembre 1957.

## L'indagine
L'indagine sull'incidente rivelò che i piloti avevano lasciato che il loro aereo venisse caricato in modo improprio. Sono state scoperte prove che portarono gli investigatori a ritenere che alcuni ufficiali militari non rispettassero i posti assegnati dall'equipaggio e che facessero pressioni sull'equipaggio affinché effettuasse il volo su un aereo con un carico non sicuro. Un altro fattore riferito dai testimoni fu che a bordo erano stati caricati grossi rotoli di carta da stampa, che si ritiene siano rotolati all'indietro durante l'accelerazione al decollo, causando lo spostamento del baricentro oltre i limiti accettabili, riducendo così la stabilità del velivolo nel beccheggio, rendendo impossibile l'abbassamento del muso.

## Vittime

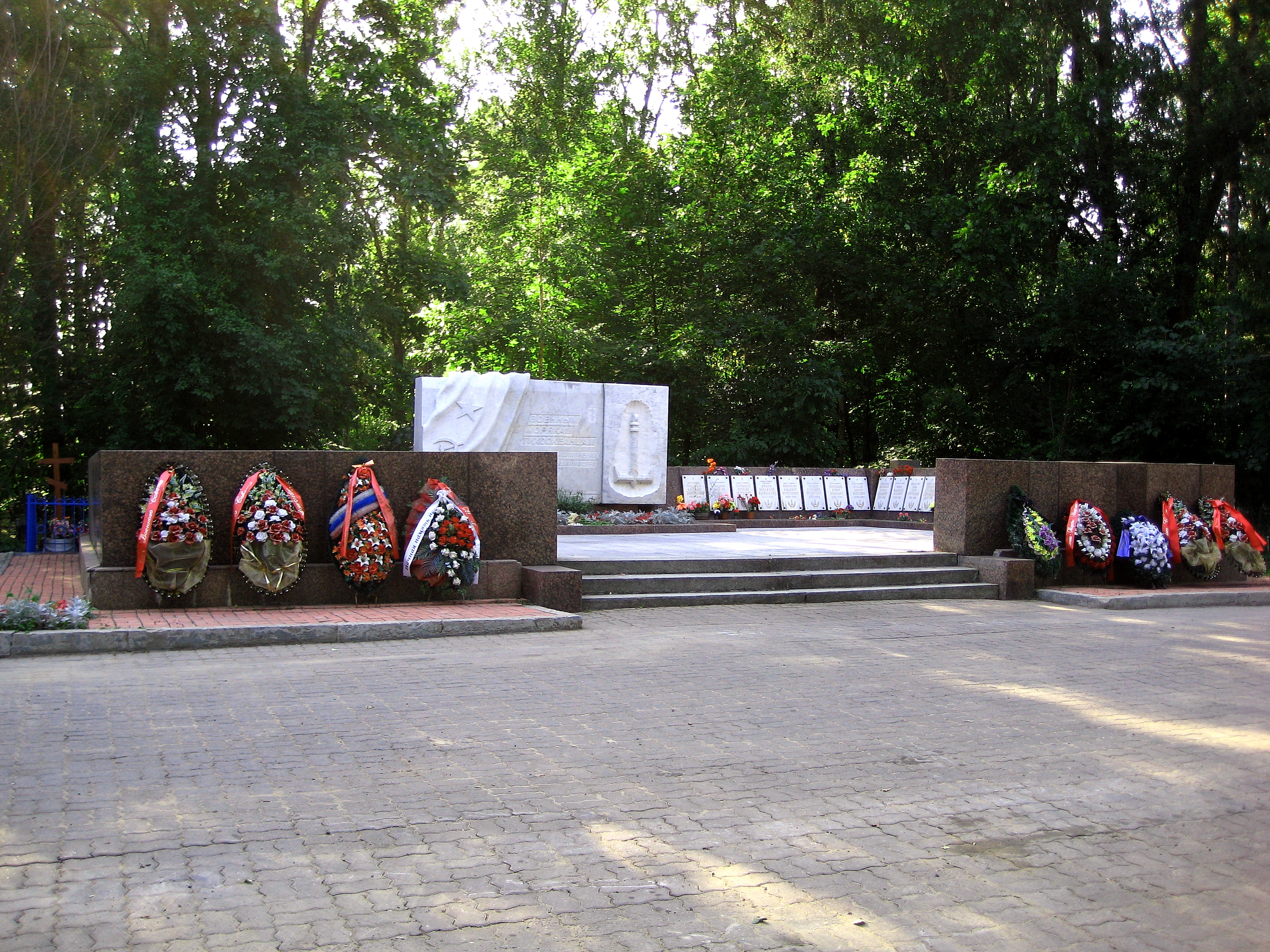
Memoriale nel cimitero di Serafimovskoe, San Pietroburgo, a coloro che morirono nell'incidente del 1981.

Il Tupolev Tu-104A stava trasportando molti degli alti ufficiali della Flotta del Pacifico da Leningrado, dove avevano partecipato alle riunioni con il comando navale, a Vladivostok, passando per Chabarovsk. Tra i morti c'erano 16 ammiragli e generali, tra cui il comandante della flotta del Pacifico, l'ammiraglio Ėmil' Spiridonov e sua moglie. Entrambi furono sepolti con la maggior parte delle altre vittime dell'incidente nel cimitero di Serafimovskoe a Leningrado, dove fu eretto un memoriale per i morti per ordine del comandante in capo della Marina, Sergej Gorškov. Il 7 febbraio di ogni anno si tiene una funzione commemorativa presso la Cattedrale di San Nicola dei Marinai a San Pietroburgo, e nel 20º anniversario dell'incidente, alla stele commemorativa sono state aggiunte la frase: "Coloro che sono morti in servizio il 7 febbraio 1981" e una croce ortodossa che commemora i marinai della Marina del Pacifico.